# 박환희 (1970년)
박환희(朴煥熙, 1970년 5월 25일 ~ 2023년 11월 10일)는 대한민국의 제7·11대 서울특별시의원이었다. 종교는 천주교이다.

## 학력
- 고려대학교 정책대학원 아시아태평양지역연구학과 정치학 석사
- 서울시립대학교 일반대학원 행정학 박사 과정 수료

## 경력
- 제27대 고려대학교 정책대학원 총학생회 운영위원장
- 고려대학교 정책대학원 아시아태평양지역연구학회 사무국장
- 수도방위사령부 하사 만기전역
- ㈜아이씨엔텔레콤 기획조정실 이사
- ㈜웨리안 부사장
- 삼성경제연구소 세리포럼 정책홍보전략연구회 운영위원
- 푸른이웃세상 회장
- 서울사랑회 회장
- NIT공릉시민위원회 운영위원
- 노원두레푸드마켓 후원 회원
- 노원미래정책협의회 운영위원
- 노원등산연합회 이사
- 공릉교육포럼 운영위원
- 한국JC 서울노원 청년회의소 회장
- (사)아약스 코리아 유소년 축구 아카데미 자문위원
- 한나라당 서울시당 디지털정당위원회 부위원장
- 한나라당 서울시당 부대변인
- 2002 한일월드컵 자원봉사자
- 2002 부산아시안게임 서울시 노원구 성화주자
- 2003 대구유니버시아드대회 국제자원봉사자
- 북한체제의 핵정책 비교연구 《김일성과 김정일 시대를 중심으로》
- 2006.07 ~ 2010.06 제7대 서울특별시의회 의원
- 2006.07 ~ 2008.07 제7대 서울특별시의회 전반기 운영위원회 위원
- 2006.07 ~ 2008.07 제7대 서울특별시의회 전반기 행정자치위원회 위원
- 2006.07 ~ 2008.07 제7대 서울특별시의회 예산결산특별위원회 위원
- 2006.08 ~ 2007.02 제7대 서울특별시의회 지역균형발전지원특별위원회 부위원장
- 2007.02 ~ 2008.08 제7대 서울특별시의회 마곡지구개발특별위원회 부위원장
- 2007.03 ~ 2007.09 제7대 서울특별시의회 문화예술관광지원특별위원회 위원
- 2007.09 ~ 2008.08 제7대 서울특별시의회 정책위원회 위원
- 2008.03 ~ 2008.12 제7대 서울특별시의회 가락동농수산물도매시장개선특별위원회 위원
- 2008.07 ~ 2010.06 제7대 서울특별시의회 후반기 예산결산특별위원회 위원
- 2008.07 ~ 2010.03 제7대 서울특별시의회 후반기 교육문화위원회 위원
- 2008.12 ~ 2009.09 제7대 서울특별시의회 조선왕조의궤반환특별위원회 위원
- 2009.10 ~ 2009.12 제7대 서울특별시의회 윤리특별위원회 위원
- 2009.10 ~ 2010.04 제7대 서울특별시의회 수도분할대책특별위원회 위원
- 2010.03 ~ 2010.06 제7대 서울특별시의회 후반기 교육문화위원회 부위원장
- 밀양박씨 전국청년회 이사
- 한국행정학회 정책분석평가사 1급 취득
- 숲생태지도자 취득
- 아마추어 무선 기사3급 취득
- 서울시청 교육지원심의위원회 위원
- 서울북부교육청 포괄사업비심의위원회 위원
- 서울특별시 과학교육단체총연합회 자문위원
- 서울시립대학교 시민대학교 운영위원
- 서울시 문화재찾기 시민위원회 위원
- 한국청소년연맹 운영위원
- 한국환경청소년 서울지역 부연맹장
- 한국정책기획평가원 비상임연구위원
- 공릉도깨비시장 홍보대사
- 노원구 생활체육육상연합회 회장
- 119재난통신봉사단 명예단장
- 노원청소년 쉼터 운영위원
- 서울시정포럼 공동대표
- 공릉사회복지관 운영위원
- 서울특별시 교육경비보조 심의위원
- 서울특별시 대안교육기관 자문위원
- 서울특별시 공직자 윤리위원
- 서울특별시의정회 사무총장
- 전국시도의정회협의회 사무총장
- 한국환경체육청소년연맹 사무총장
- 서울고등과학기술연구소 소장
- 미래산업과학고등학교 법인감사
- 문화재청 문화재지킴이
- 2022.07 ~ 2023.11 제11대 서울특별시의회 의원
- 2022.07 ~ 2023.11 제11대 서울특별시의회 전반기 운영위원회 위원장
- 2022.07 ~ 2023.11 제11대 서울특별시의회 전반기 행정자치위원회 위원
- 2022.07 ~ 2023.11 서울특별시 대안교육기관자문위원회 위원
- 2022.08 ~ 2023.11 서울특별시청 교육경비보조심의위원회 위원
- 2022.09 ~ 2023.09 대한민국 시도의회 운영위원장협의회 회장
- 2023.05 ~ 2023.11 한국정책개발학회 부회장

## 수상
- 2016 대한민국 사회공원대상 통일부 장관상 수상
- 2022 2022년 전반기 우수행정 및 정책사례발표 시상식 공로패
- 2022 대한민국 책 읽는 의원 대상 대상
- 2022 대한민국 지방자치 정책대상 최우수상
- 2022 도전한국인 10인 대상 모범의회 대상

## 역대 선거 결과
|  | 56.65% |

|  | 45.38% |

|  | 26.99% |

|  | 48.85% |